# マルコ・マルカート
マルコ・マルカート（Marco Marcato、1984年2月11日 - ）は、イタリア、サン・ドナ・ディ・ピアーヴェ出身の自転車競技（ロードレース）選手。

## 来歴
2005年、アンドローニ・ジョカットーリ-3C・カーザリンギと契約を結ぶ。
2007年、LPRに移籍。
2008年、サイクル・コルストロップに移籍。
2009年、ヴァカンソレイユに移籍。
- ツール・ド・ポローニュ 総合8位

2010年
- GP西フランス・プルエー 9位

2011年
- ツール・ド・ポローニュ 総合3位
- グランプリ・シクリスト・ド・ケベック 8位
- グランプリ・シクリスト・ド・モンレアル 7位
- ツール・ド・ヴァンデ 優勝
- パリ〜ツール 2位

2012年
- ヘント〜ウェヴェルヘム 7位
- GP西フランス・プルエー 6位
- パリ〜ツール 優勝